# Arbeitsamt Wiener Neustadt

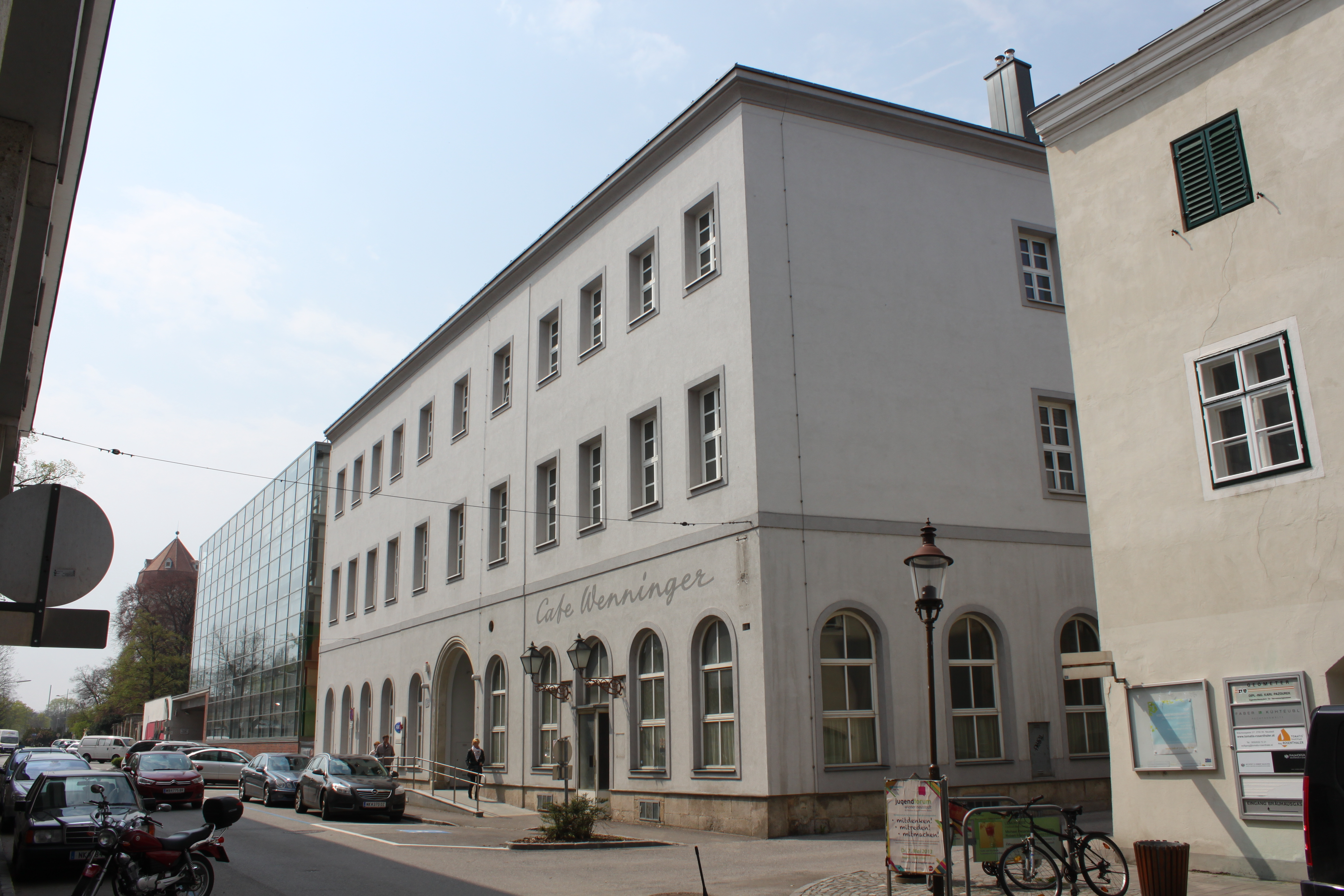
Neunkirchner Straße 36 Ecke Bräuhausgasse

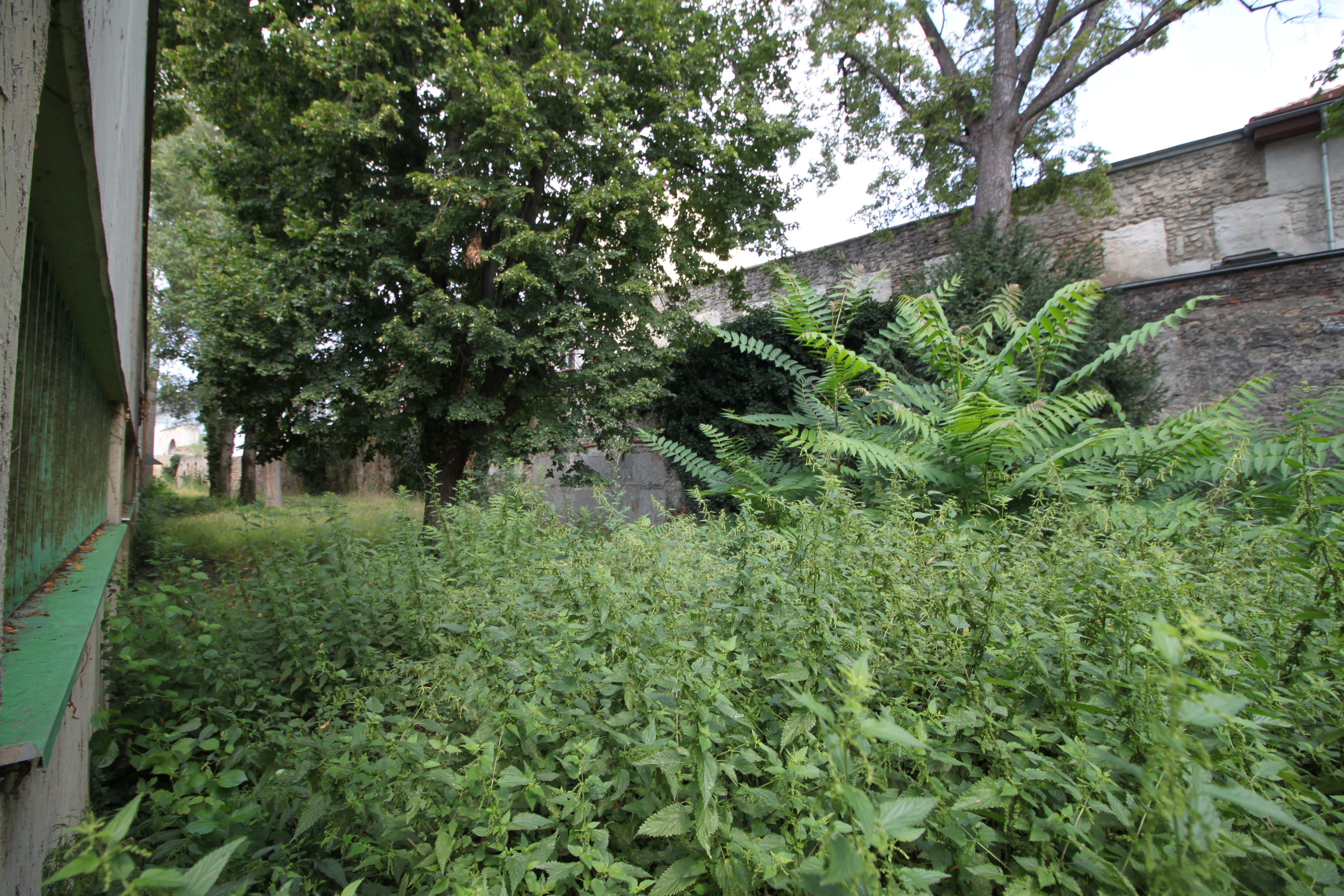
Rechts oben südseitige Ansicht der Stadtmauer

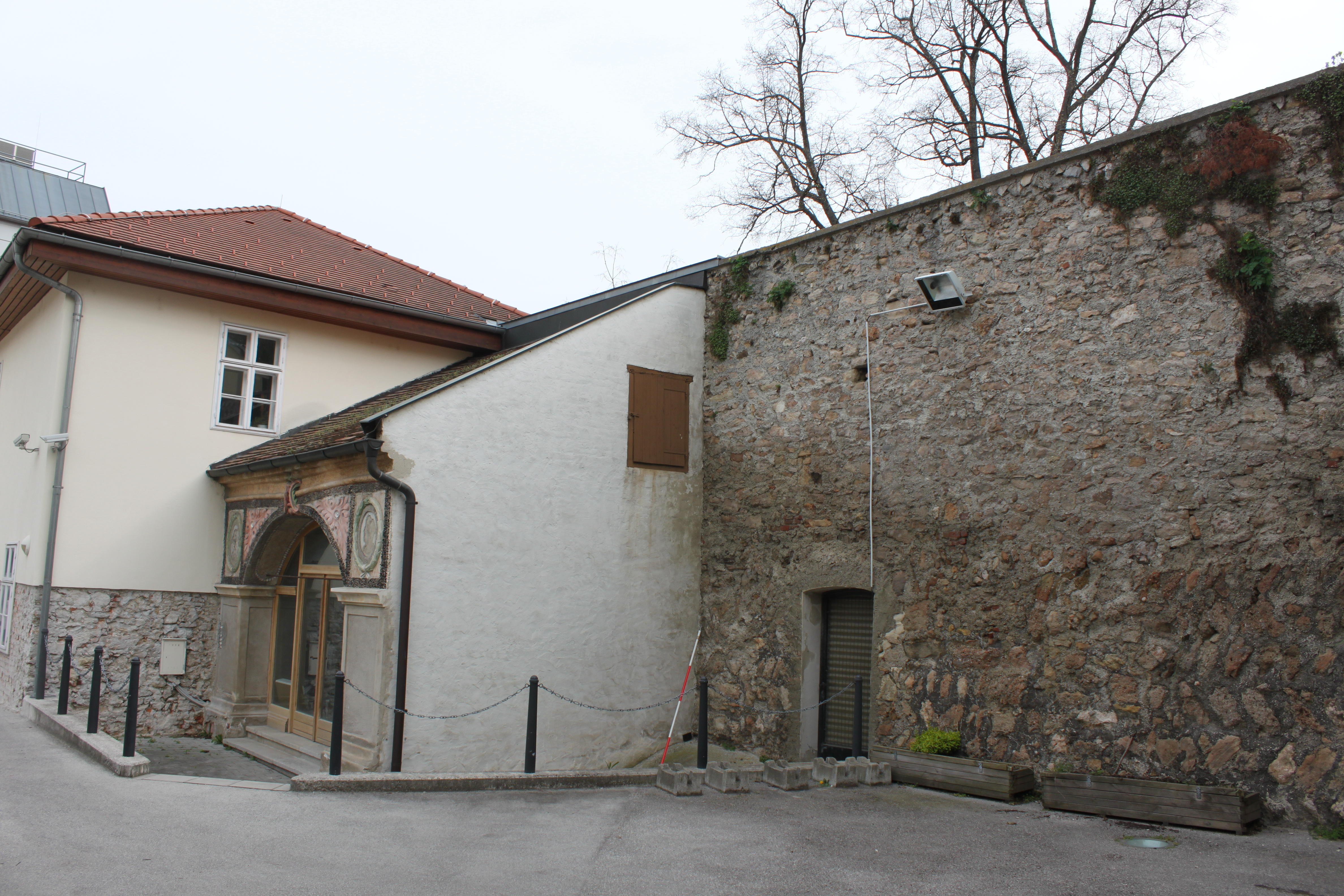
Hofseitig Sala terrena an der Stadtmauer

Das Arbeitsamt Wiener Neustadt steht in der Neunkirchner Straße 36 in der Statutarstadt Wiener Neustadt in Niederösterreich. Die hofseitig an der Stadtmauer stehende Sala terrena steht unter Denkmalschutz (Listeneintrag).

## Geschichte
Das Gartenhaus wurde im dritten Viertel des 17. Jahrhunderts im rückwärtigen Hof ein Gartenhaus (Sala terrena) erbaut.
Das vor der östlichen Gebäudefront stehende innere Turmgebäude des Neunkirchner Tores wurde ab 1865 abgebrochen.
Das Café Wenninger wurde um 2013 geschlossen.

## Architektur
Die südliche Außenwand des langgestreckten Bürgerhauses ist Teil der südlichen Stadtmauer der Stadtbefestigung.
Das rechteckige Gartenhaus unter einem Pultdach steht an der Stadtmauer. Er hat ein breites Segmentbogenportal mit maskengezierten Kämpfersteinen, mit kleinen lorbeergerahmten Reliefköpfen sowie Muschel- und Rankendekor.
Die Südfront zeigt in einem schmalen Durchgang zur Barbakane im unteren Giebelbereich das Wandbild Limes, rot für Stadt und grün für Natur, des Künstlers Sol LeWitt (1928–2007) um 1997.